# دی‌آزو متان
دی آزو متان (به انگلیسی: Diazomethane) با فرمول شیمیایی CH2N2 یک ترکیب شیمیایی با شناسه پاب‌کم 9550 است. که جرم مولی آن 42.04 g/mol می‌باشد. شکل ظاهری این ترکیب، گاز زرد است.